# Wachlarzówka rdzawa
Wachlarzówka rdzawa, wachlarzówka białosterna, wachlarzówka ruda (Rhipidura rufifrons) – gatunek małego ptaka z rodziny wachlarzówek (Rhipiduridae). Zamieszkuje zalesione wschodnie obszary Australii, wschodnią część Indonezji oraz Wyspy Salomona i inne wyspy Oceanii. Osobniki zamieszkujące tereny wysunięte najbardziej na południe migrują w okresie chłodnym na północ, osiągając południową Nową Gwineę.

## Systematyka
Takson ten został po raz pierwszy sklasyfikowany przez brytyjskiego ornitologa Johna Lathama w roku 1801. Autor nadał gatunkowi nazwę Muscicapa rufifrons, zaliczając go tym samym do muchołówek. Holotyp pochodził z Sydney w Australii. Obecnie wachlarzówka rdzawa jest umieszczana w rodzaju Rhipidura w rodzinie wachlarzówek.
Wachlarzówka rdzawa jest blisko spokrewniona z wachlarzówką maskową (R. dryas) i wachlarzówką czerwonawą i (R. semirubra), często łączono je w jeden gatunek. Obecnie wyróżnia się około 19 podgatunków R. rufifrons, niektóre z nich (zwykle kubaryi i/lub melanolaema) przez część autorów bywają podnoszone do rangi gatunku.

## Podgatunki i zasięg występowania

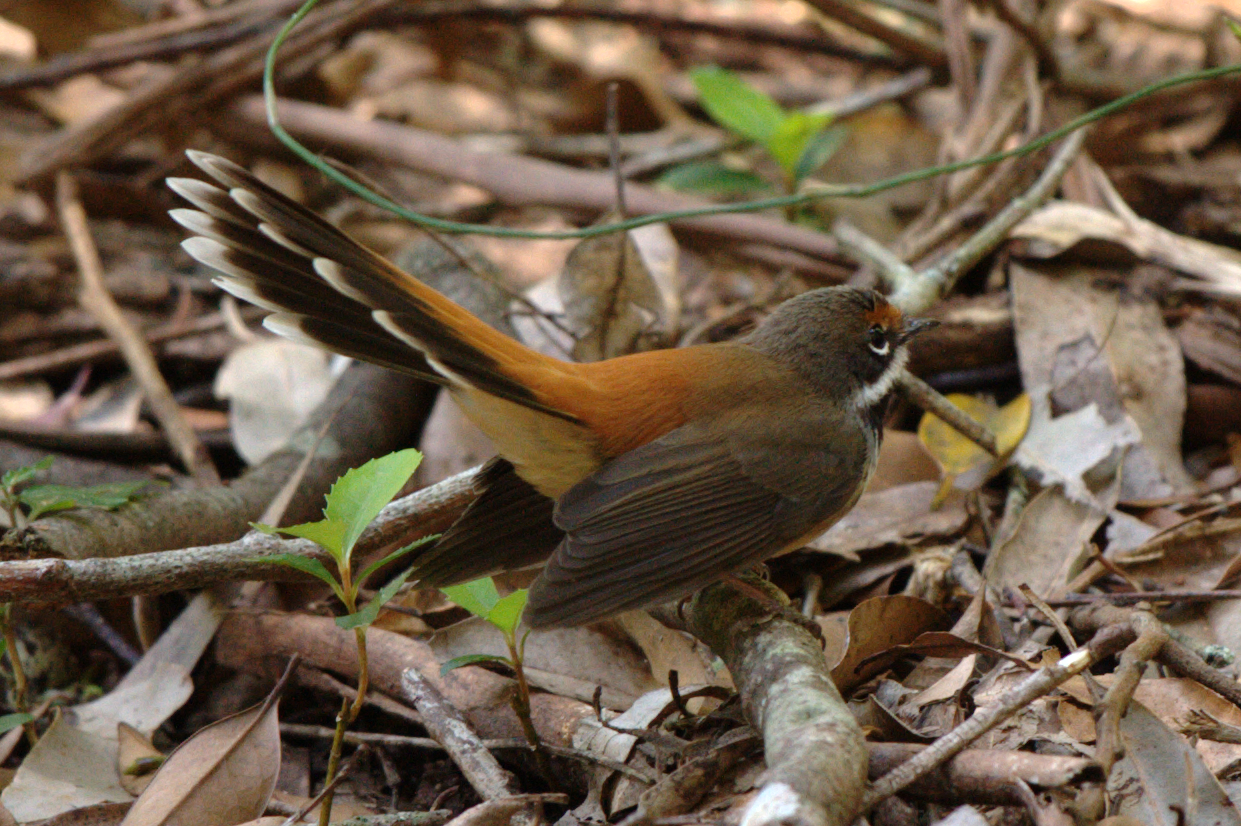
Białe końcówki ogona są charakterystyczne dla tego gatunku

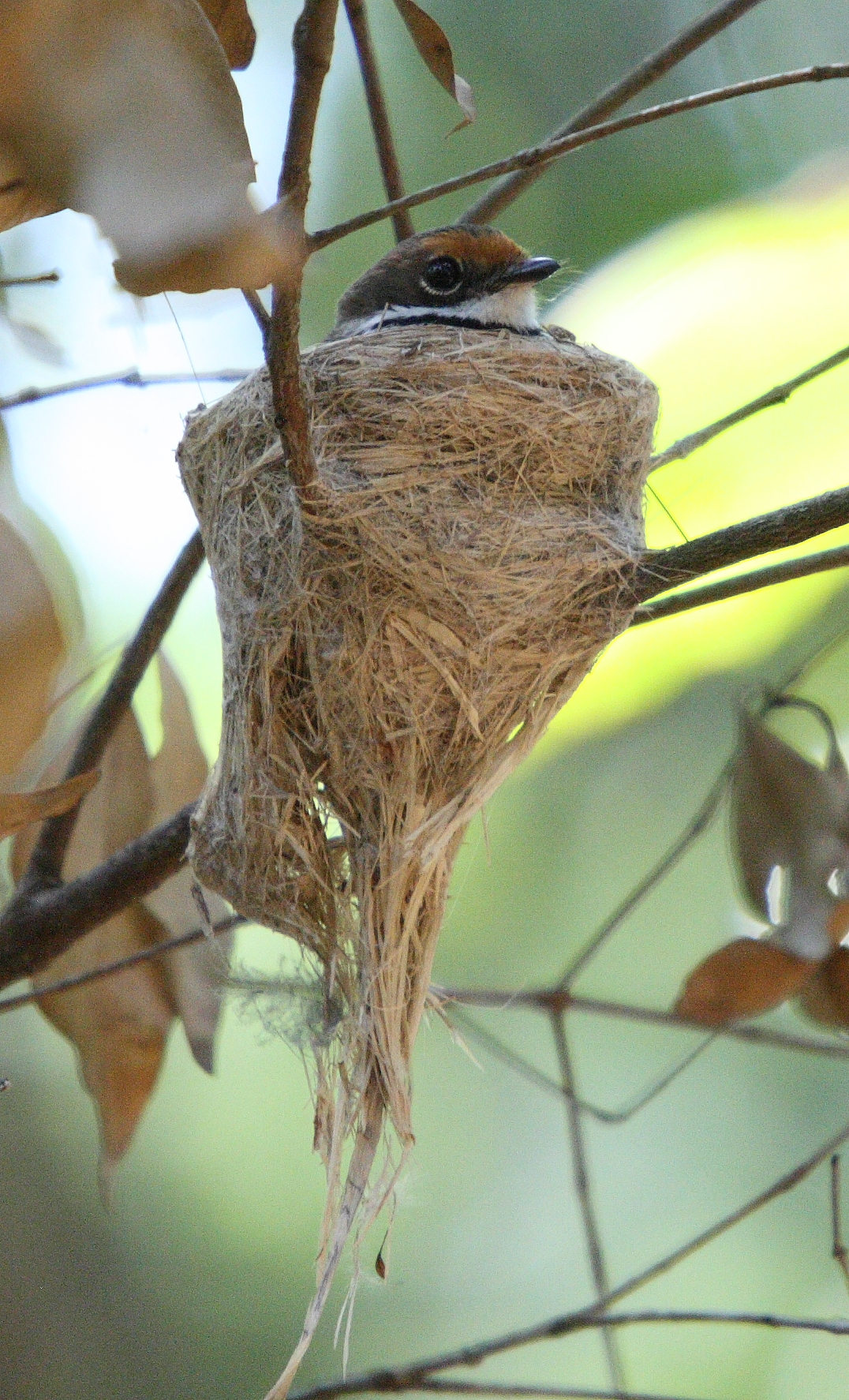
Gniazdo wachlarzówki stanowi misternie utkany koszyczek

Wachlarzówka rdzawa zamieszkuje w zależności od podgatunku:
- R. rufifrons torrida – wachlarzówka molucka	– północne Moluki
- R. rufifrons uraniae – wachlarzówka guamska – wymarły endemit wyspy Guam, po raz ostatni odnotowany w 1984 roku[2].
- R. rufifrons saipanensis – wachlarzówka mariańska – Saipan i Tinian (Mariany Północne)
- R. rufifrons mariae – Rota (Mariany Północne)
- R. rufifrons versicolor – wachlarzówka bogata – Yap (zachodnie Karoliny)
- R. rufifrons kubaryi – wachlarzówka łuskowana – Pohnpei (wschodnie Karoliny)
- R. rufifrons agilis – wachlarzówka zwinna – Wyspy Santa Cruz
- R. rufifrons melanolaema – wachlarzówka białoczelna – Vanikoro (Wyspy Santa Cruz)
- R. rufifrons utupuae – Utupua (Wyspy Santa Cruz)
- R. rufifrons commoda – północno-zachodnie Wyspy Salomona
- R. rufifrons granti – zachodnio-środkowe Wyspy Salomona
- R. rufifrons brunnea – Malaita (wschodnie Wyspy Salomona)
- R. rufifrons rufofronta – wachlarzówka rdzawoczelna – Guadalcanal (południowe Wyspy Salomona)
- R. rufifrons ugiensis – wachlarzówka ciemnogłowa – Ugi (na północ od Makiry, południowo-wschodnie Wyspy Salomona)
- R. rufifrons russata – wachlarzówka atolowa – Makira (południowo-wschodnie Wyspy Salomona)
- R. rufifrons kuperi – Santa Ana (na wschód od Makiry)
- R. rufifrons louisiadensis – wachlarzówka białosterna – Luizjady
- R. rufifrons intermedia – północno-wschodnia Australia
- R. rufifrons rufifrons – wachlarzówka rdzawa – wschodnia i południowo-wschodnia Australia, poza sezonem lęgowym północny Queensland i południowa Nowa Gwinea

## Morfologia
Wygląd
Upierzenie przeważająco szaroczarne, z rudym czołem, częściowo wierzchem i górną częścią ogona. Końcówki skrzydeł i ogona są ciemniejsze, przy czym sama krawędź ogona jest biała (stąd nazwa „białosterna”). Biały jest też spód ciała, choć na bieli odbija się czarna obróżka na szyi i ciemne kreski poniżej. Dziób otoczony jest szczecinką. Posiada niezwykle długi ogon, stanowiący ponad połowę długości ciała, którym w trakcie żerowania nieustannie wymachuje oraz rozkłada i składa niczym wachlarz. Jest niezwykle ruchliwym ptakiem.
Średnie wymiary
Długość ciała: 14–17,5 cm, z czego większość stanowi ogon.

Masa ciała: 7,2–10 g

## Ekologia i zachowanie
BiotopWilgotne lasy równikowe, lasy namorzynowe, zadrzewione obszary bagienne. W trakcie przelotów widywane także na bardziej otwartych terenach.
PożywienieDrobne owady, także latające, które aktywnie wyszukuje w środkowych i dolnych partiach poszycia leśnego.
RozmnażanieMisterne gniazda buduje na rozwidleniu cieniutkich gałązek, wśród gęstego listowia. Składa 2–3 jaja, wysiadywanie trwa 14–15 dni. W jednym gnieździe odbywa kilka lęgów.

## Status
IUCN uznaje wachlarzówkę rdzawą za gatunek najmniejszej troski (LC, Least Concern). Liczebność populacji nie została oszacowana, ale ptak ten opisywany jest jako od rzadkiego po lokalnie bardzo pospolity. Trend liczebności populacji oceniany jest jako spadkowy. IUCN za osobne gatunki uznaje wachlarzówkę łuskowaną (R. (r.) kubaryi) i wachlarzówkę białoczelną (R. (r.) melanolaema), oba te taksony również zalicza do kategorii najmniejszej troski.